# أوياسومي بون بون
أوياسومي بون بون (باليابانية: おやすみプンプン) مانغا يابانية من تأليف ورسم إنيو أسانو، صدرت لأول مرة آذار/مارس 2007 حتى تشرين الثاني/نوفمبر 2013. تتمحور القصة حول طفل يدعى بون بون منذ سنوات دراسته الاعدادية حتى اوائل عشريناته حيث يتأقلم مع عائلته المفككة وحياته العاطفية وعلاقاته الاجتماعية وأهدافه الحياتية. تستكشف المانجا موضوعات هامة مثل الاكتئاب والعزلة الاجتماعية ودور العائلة والاضطرابات الشخصية والموت.
لاقت المانغا استحسانًا عالميا جمهورًا ونقادًا. بحلول كانون الثاني/يناير 2019 كان لدى المانغا 3 ملايين نسخة متداولة. وفازت بالجائزة الثانية والعشرين لمؤتمر الانمي والمانجا في برشلونة عن فئة السينين عام 2016 ورشحت السلسة لجائزة جائزة إيسنر لعام 2017 في فئة "أفضل اصدار امريكي للمواد الدولية - اسيا" عن مجلداته الاربعة الاولى. وحصلت المانجا على توصية لجنة التحكيم في حفل توزيع جوائز مهرجان اليابان للفنون الاعلامية الثالث عشر عام 2009

## الشخصيات
- بون بون بونياما (باليابانية: プン山 プンプン)

هو الشخصية الرئيسية والتي تظهر على شكل طائر يتخذ شكلًا بشريًا. يمثل بون بون الفتى الذي ينمو ويتطور على مدار القصة، ويواجه العديد من التحديات والصعوبات في العثور على هويته والتعامل مع الحياة. يوصف بون بون من الكاتب بأنه ذو مشاعر متطرفة ويكره المناطق الرمادية الصفة التي لازمته مدى القصة وأثرت به تأثيرًا محوريًا.
- ايكو تاناكا (باليابانية: 田中 愛子)

هي الشخصية الثانوية الرئيسية، وهي فتاة تعيش في نفس الحي مع بون بون. تمثل ايكو الحب الأول لبون بون وتشاركه العديد من التجارب والصراعات خلال القصة.
- يوتشي اونوديرا (باليابانية: 小野寺 雄一)

هو خال اونوديرا بون بون والذي يعتني به بعد تداعيات في القصة. هو شاب في منتصف العمر يرتدي قبعة وغالبا ما يرتدي نظارة طبية والذي يبدو مثل بون بون شكليًا.
- ميدوري اوكوما (باليابانية: 大隈 翠)

فتاة شابة طيبة ولطيفة لاقت قبولًا بين عائلة بون بون كونها أعتنت بوالدة بون بون بداية القصة كممرضة، تعيش رفقة والديها وتحلم بادارة مقهى. بالرغم من انها شخصية ثانوية الا انها تؤثر كثيرًا في شخصيات المانغا.
- ساتشي نانجو (باليابانية: 南条 幸)

شخصية رئيسية وفتاة جامعية ومانغاكا ولديها مهارات فذة ولاقت جوائز كثيرة نظير براعتها. دائما ما تعتبر عنيدة ومكافحة انانية وبذيئة، تفضل اختيار أسلوب حياتها بنفسها ولا غير. تؤثر ساتشي في شخصيات القصة ومساراتها خاصةً بون بون بعد أن صادفته في معرض للفنون.
- سيكي ماسومي (باليابانية: 真澄 関)

هو صديق بون بون في مدرسته الاعدادية ويعتبر من الشخصيات الرئيسية في القصة. لدى سيكي قصة شبه مستقلة عن قصة بون بون الرئيسية رفقة صديقه شيميزو.
يعاني سيكي من اضطرابات شخصية ومشاكل عائلية كون اباه عاطل وسكير ولا نعلم الكثير عن والدته كونها منشغلة بالعمل على مدار القصة لتغطي نفقات البيت. يملك سيكي شعرًا قصيرًا لكنه يطول تدريجيًا على مدار القصة حتى يبلغ كتفه، يعتبر سيكي وسيمًا مستحبًا من النساء ويتمتع بملامح وجه هادئة وباردة وغير مبالية، وأنف وعينين صغيرتين، وحواجب رفيعة، وذقن ناعمة. إنه نحيف بعض الشيء ويميل إلى إبقاء يديه في جيوبه. تتكون العديد من أزيائه من قميص مفكوك الأزرار فوق تيشيرت وسروال قصير. يرتدي نفس المعطف طوال سنوات دراسته الإعدادية والثانوية لأنه لا يستطيع تحمل تكلفة معطف آخر. وبالرغم من انه لم يلتحق بالمدرسة الثانوية الا انه يمتلك تفكيرًا عميقًا وفلسفيًا ويعاني بسببها من التفكير المفرط وفي محاولة لتدارك جريان تفكيره والحد منه أصبح سيكي مهووسًا بالعمل بالرغم من انه قليل الصرف.
- كو شيميزو (باليابانية: 清水 コー)

زميل بون بون بالاعدادية وصديق طفولة سيكي. يتمتع شيميزو بخدود ممتلئة منخفضة قليلاً على وجهه، وحواجب فريدة تتناقص إلى الداخل، وأنف يعاني من سيلان مزمن. شيميزو هو شخص مرح وخفيف القلب، لكن بسبب موقفه السهل وضعف شخصيته الاعتمادية يتم استغلاله من قبل المتنمرين، وينفر معظم الأصدقاء المحتملين بسبب غرابته. لديه خيال نشط للغاية وتفكير طفولي حتى بعد التحاقه بالجامعة. ادعى في صغره قدرته على رؤيته للاله - ويسميه اله الفضلات - وغيرها من الاوهام لكنه توقف عن ذكرها للاخرين بالرغم من استمراره برؤيتها.
- توشيكي هوشيكاوا (باليابانية: 星川 敏樹)

المعروف بـ"بيغاسوس" هو نبي نصب نفسه وزعيم فرقة بيغاسوس الموسيقية التي تهدف الى انقاذ العالم حسب زعمه. بالرغم من أن غالبا مايتم وصفه بالجنون والاختلال العقلي الا انه يملك ذكاءً عاطفيًا عاليًا وشخصية قيادية بقدرته على فهم نقاط ضعف من حوله واستغلالها حسب رؤيته. ادعى قدرته على التنبؤ بالمستقبل مع عدم استطاعته باختيار بما يتنبأ به وتأتيه هذه النبوءات على شكل نوتات موسيقية. من الجدير بالذكر أن المؤلف إنيو أسانو كتب قصة بيغاسوس الفرعية تكريمًا لقصص الشونين كون توشيكي هوشيكاوا قائدًا لمعركة بين الخير والشر المحتوم مستعملًا قدرته.
وذلك عندما قررت استخدام هذه الشخصية التي وضعتها سابقًا - بيغاسوس - للقيام بقصة موازية. مثلما أن قصة بون بون وايكو هي تكريم للأفلام الكوميدية الرومانسية، فإن اوركسترا بيغاسوس هي في الواقع تكريم لمانغا الشونين. أنا متأكد من أنه لم يفهم أحد هذا على الإطلاق من خلال قراءة المانغا، لكن بيغاسوس كان يجمع فريقًا كان يخوض معركة حقيقية مع الشر. - اينو اسانو
- ميتسوكو تاناكا (باليابانية: 田中 光子)

هي زوجة والد ايكو تاناكا. هي شخصية مضطربة بشخصيتها وسلوكياتها وعلاقاتها العائلية خاصةً مع ابنة زوجها ايكو التي كانت صارمةً جدا معها وأبقتها تحت سيطرتها الكاملة ودائما ماكانت تضربها اذا رفضت الانصياع. ميتسوكو تاناكا كانت جزءًا من منظمة مركز كوزمو الصحي ومن الاعضاء القديمين المخلصين له والتي حاولت أجبار ايكو على افكارها وعاقبتها جسديا ونفسيا عندما تحاول الخروج عن معتقداتها.
- الاله (باليابانية: 神)

الاله الذي يظهر في المانغا بشكل مكثف هو في الواقع اله بون بون الذي يتواصل معه خلال مختلف مراحل حياته ويأمل في العثور على التوجيهات والاجابات من الاله، والذي يظهر في أوقات فريدة ويعتبر جزءًا مهمًا من الرمزيات والتعبيرات الفنية لتوجيه القارئ لفهم أعمق لشخصية بون بون والقصة.

## روابط خارجية
- أوياسومي بون بون على موقع ANN manga (الإنجليزية)